# Erhard Friedrich von Wedel-Jarlsberg

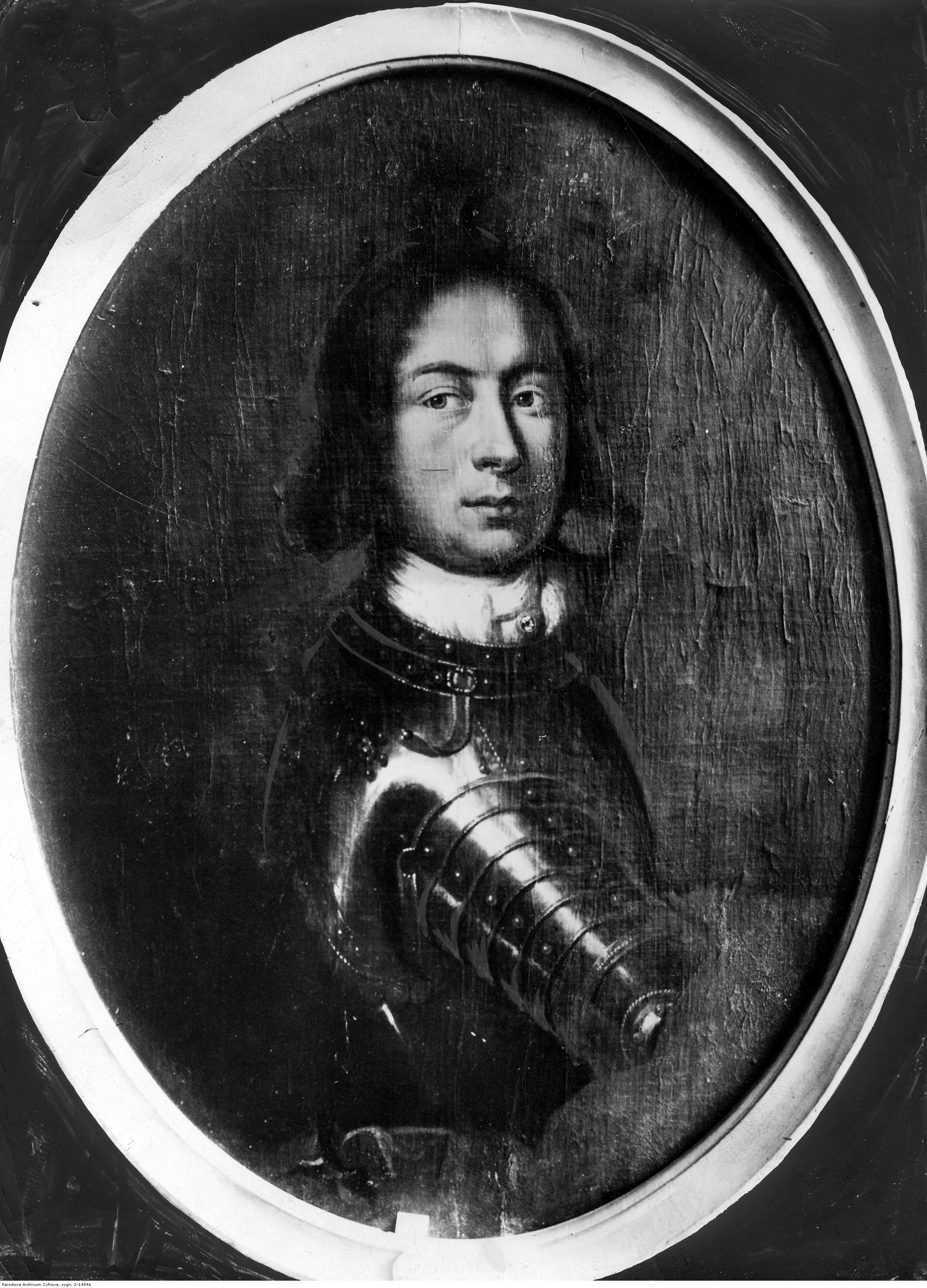
Erhard Friedrich von Wedel-Jarlsberg

Erhard Friedrich von Wedel-Jarlsberg (* 26. November 1668; † 24. Juli 1740 auf Evenburg bei Leer (Ostfriesland)) war ein dänischer General und Oberkommandant von Oldenburg sowie kommandierender General in Norwegen. Er ist Begründer der Linie Wedel-Evenburg-Gödens, der ostfriesischen Linie der Familie Wedel.
Seine Eltern waren der dänische Feldmarschall Gustav Wilhelm von Wedel (1641–1717) und dessen Ehefrau Freiin Marie von Ehrenreuter (1633–1702).

## Leben
Er stand zunächst in französischen Diensten und kam am 2. April 1692 als Oberstleutnant in das Jütländischen Regiment Wedel. Er erhielt die Erlaubnis ins Ausland zu gehen und dafür am 2. April 1692 einen Reisepass. Am 4. November 1693 wurde er zum Oberst und Chef des Oldenburgischen Regiments zu Fuß ernannt. Als das Regiment zur Unterstützung des Kaisers nach Ungarn geschickt wurde, ging auch Wedel mit.
Nach seiner Rückkehr wurde er am 11. September 1699  Kommandant von Oldenburg und am 14. Mai 1701 Chef des Leibregiments der Königin. Im Jahr 1708 gab er die Kommandantenstelle ab. Am 5. August 1703 erfolgt die Beförderung zum Brigadier und am 25. Juni 1708 wurde er Chef des 1. Dänischen Regiments, das in kaiserliche Dienste kam und in Ungarn kämpfte. Aber schon am 30. August 1709 verließ er den kaiserlichen Dienst und wurde am 11. Oktober 1709 zum Oberkommandanten von Oldenburg ernannt. Am 15. April 1711 erhielt er die Beförderung zum Generalleutnant. Kurz danach am 26. Januar 1712 wurde er mit dem Danebrogorden ausgezeichnet und erhielt die Devise Il y a force en la Foi et en la justice. Während des dänischen Feldzuges gegen die schwedischen Besitzungen Verden und Bremen nahm er an der Belagerung von Stade teil. Er kämpfte 1715 auch bei der Belagerung von Stralsund.
Am 7. Januar 1716 wurde er noch General en chef und damit Kommandierender General in Norwegen und am 7. Februar 1716 zudem dänischer Geheimrat. Er scheiterte aber mit seinem Versuch, die dänischen Festungen in Norwegen in Stand zu setzen, und bat daher um seinen Abschied. Am 30. Mai 1718 erhielt er seinen Abschied.
Er starb 1740 in seiner Heimat Ostfriesland auf der Evenburg.

## Familie
Er heiratete am 21. Oktober 1703 Freiin Maria von Frydag (* 6. Februar 1684; † 2. Oktober 1727). Das Paar hatte folgende Kinder:
- Gustav Philipp (* 29. November 1706; † 15. September 1738) ⚭ Magdalene Elisabeth von Closter (* 28. Februar 1706; † 20. Dezember 1762)
- Anton Franz (* 26. Oktober 1707; † 21. Mai 1788) erbt 1746 die Herrlichkeit Gödens ⚭ Charlotte Marie Juliane von Wedel-Jarlsberg (* 2. Dezember 1731; † 4. August 1796) (Nichte, Tochter von Gustav Philipp)
- Sophie Charlotte (* 28. September 1708; † 6. Dezember 1765) ⚭  Carl Philipp zu Innhausen und Knyphausen (* 5. März 1711; † 7. September 1784)
- Erhard (* 22. Juli 1710; † 10. November 1786) Graf von Wedel-Frijs ⚭  Gräfin Sophie Frijs von Frijsenborg (* 22. Januar 1713; † 5. Oktober 1787)
- Carl Wilhelm Ernst (* 18. Juli 1715; † 10. September 1716)